# ایوان باقرامیان
هُوْهانِس (ایوان) کریستوپورویچ باقرامیان (ارمنی: Հովհաննես Քրիստափորի Բաղրամյան؛ [hɔvhɑˈnɛs χɑtʃʰɑtuˈɾi bɑʁɾɑmˈjɑn]‏ (۲ دسامبر [سبک قدیمی: ۲۰ نوامبر] ۱۸۹۷ - ۲۱ سپتامبر ۱۹۸۲) فرمانده نظامی مردم ارمنی اهل شوروی و مارشال اتحاد جماهیر شوروی بود.
در زمان جنگ جهانی دوم، وی دومین فرمانده نظامی غیر-اسلاویک بود که به فرماندهی جبهه برگزیده شد. مارشال باقرامیان فرمانده کل ارتش اول شوروی در ناحیه دریای بالتیک بود. از تاریخ ۱۹۷۹ تا تاریخ ۱۹۸۴ سمت نمایندگی دوره دهم شورای عالی اتحاد شوروی را برعهده داشت.

## جوایز و افتخارات
وی برنده جوایزی همچون نشان لنین، درجه پرچم سرخ، و قهرمان اتحاد شوروی شده‌است.
همچنین یکی از خیابان‌های اصلی شهر ایروان به نام «خیابان باقرامیان» نامگذاری شده‌است

## سالشمار زندگی مارشال باقرامیان
- در تفلیس تحصیل نمود.
- داوطلب در ارتش روسیه در سال ۱۹۱۵ میلادی
- نبرد برای شورایی نمودن «لوری» و «گرجستان» (۱۹۲۱)
- فرمانده نخستین دسته سواره‌نظام ارامنه ۳۱–۱۹۲۱
- تحصیل در «آکادمی نظامی فرونزه» (۳۴–۱۹۳۱)
- «جبهه نخست بالتیک» را در بلاروس و پروس شرقی را فرماندهی نمود (ژوئن - اکتبر ۱۹۴۴)
- ارتقا به درجه مارشالی (۱۹۵۵)
- معاون وزیر دفاع اتحاد جماهیر شوروی سوسیالیستی تحت رهبری نیکیتا خروشچف
- عضو کمیته مرکزی CPSU
- انتشارات خاطرات در مسکو در سال ۱۹۷۱ میلادی

## نشان‌ها
- (۷)
- نشان انقلاب اکتبر
- نشان پرچم سرخ (۳)
- نشان سوورف، 1st Class (2)
- نشان کوتوزوف، 1st Class

## نگارخانه

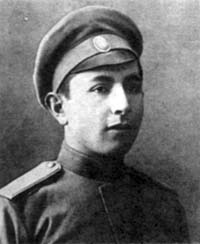
سال ۱۹۱۶ میلادی
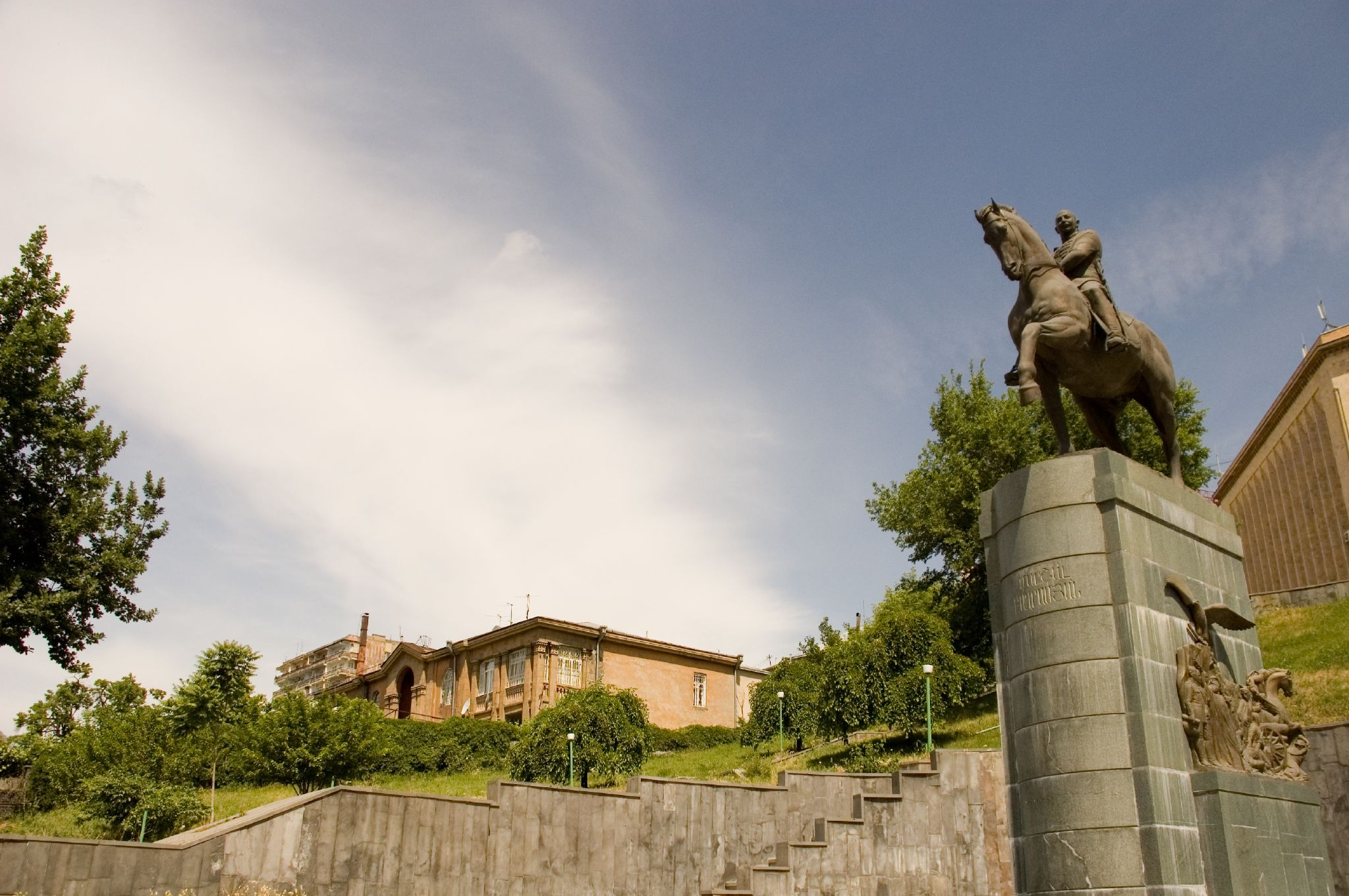
مجسمه مارشال باقرامیان در خیابان باقرامیان ایروان
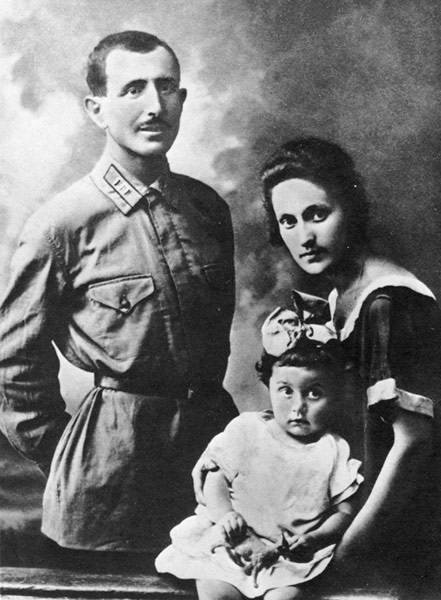
افسر جوان هوهانس باقرامیان به همراه همسرش و دخترش
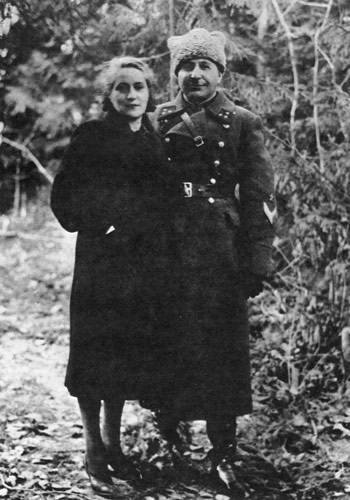
هوهانس باقرامیان و همسرش تامارا هامایاکوفنا
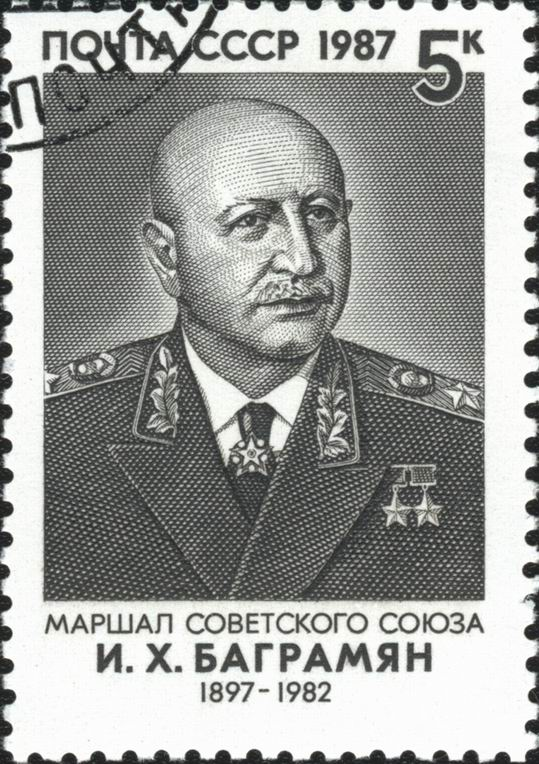
تمبر یابود مارشال باقرامیان (۱۹۸۷)
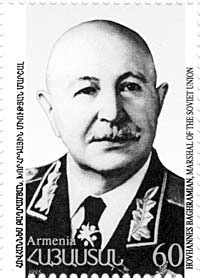